# Hole Kilde
Hole Kilde er en fredet kilde mellem Fraugde og Birkum sydøst for Odense. Kilden blev gennem tiderne anset for at have helbredende virkning og blev af denne grund flittigt besøgt Sankt Hans aften. Ud fra denne skik udviklede de såkaldte kildemarkeder sig, der fortsatte til op i 1800-tallet. Fra 1794 til begyndelsen af 1800-tallet stod der en kro tæt på kilden, der kaldtes for Krukkekro. Endnu i 1930 skal ødelæggelsen af kildens overbygning have medført omfattende sygdom på Fraugdegaard, som først forsvandt, efter skaden var genoprettet.
Hole kilde er viet til Sankt Laurentius og har tidligere været opsøgt for sine helbredende egenskaber. Kilden springer i et muret bassin og har en lille overbygning af hvidmalet tømmer med rødmalet trætag og kronet med et hvidt kors. Hele anlægget er indhegnet og bevokset med træer og græs.
Der har tidligere ligget en kro, oprettet 1749, og et led ved kilden. Kroen bar navnet Holekroen og senere Krukkekroen, og her blev der afholdt kildemarkeder ved Sankt Hans tid. Kroen forsvandt omkring begyndelsen af det 19. århundrede . Efter Krukkekroens ophør opstod en ny kro, Mye(Mjød)kroen. Myekroen lå i Tingkærhuset længere oppe mod Birkum, ved det gamle Tingsted.
Lokalbefolkninger var op til 1960’erne overbevist om, at det ved nattetide spøgte ved den gamle kilde, og det var et sted, der skulle passeres i hast. Spøgeriet skulle have vist sig i skikkelse af en hovedløs rytter og hest, hvis hove man skulle kunne høre, når man passerede kilden.

Sagnet om Hole kilde er forbundet med Fraugdegaard, idet sagnet fortæller, at hvis kilden forfalder, udbryder der bylder på Fraugdegaard.  
Marken, der fra Hole kilde strækker sig sydpå mod Birkum, bærer navnet Galle Løkke. I folkemunde går stedet i dag under navnet Galgebakken. Dette var tidligere ligeledes et sted, man ikke skulle opholde sig på ved nattetide. Ved uautoriseret gravning på stedet i 1950- eller 60’erne fremkom nogle pælespor, som blev tolket som rester af galgen, men intet er registeret, kun navnet og historien er tilbage.